# Francisco Alberto de Almeida Alves de Azevedo
Francisco Alberto de Almeida Alves de Azevedo (Lisboa, São Paulo, 21 de Junho de 1907 – Lisboa, São Francisco Xavier, 8 de Janeiro de 1992), conhecido como F. Alves de Azevedo, foi um escritor, jornalista e académico português.

## Família
Filho de Francisco António de Sousa Alves de Azevedo (2 de Fevereiro de 1883 - 2 de Agosto de 1926), Licenciado em Medicina pela Faculdade de Medicina da Universidade de Lisboa e Doutor em Medicina pela Universidade de Berlim, Professor Assistente da Faculdade de Medicina da Universidade de Lisboa, e de sua mulher Maria Alice Lobato de Faria de Almeida (23 de Junho de 1887 - 1 de Agosto de 1925), filha de José Joaquim de Freitas de Almeida e de sua mulher Violante Elvira Lobato de Faria. Era irmão mais novo de José de Almeida Alves de Azevedo (13 de Julho de 1900 - 1990), Comerciante, solteiro e sem geração.

## Biografia
Tirou o Curso de Diplomado da Escola Superior Colonial, que concluiu em 1931, e foi Funcionário do Ministério do Ultramar.
Escritor e jornalista, em 1928, começou a colaborar em diversos jornais e revistas, e, entre estas, na "African World", onde inseriu artigos sobre assuntos coloniais. Encontra-se colaboração da sua autoria na revista "Portugal Colonial" (1931-1937).
Os seus livros publicados são: 
- Apontamentos, Primeiro esquema para uma interpretação de valores, 1931[1]
- Figuras contemporâneas, 1932[1]
- Problemas do século XX, 1933[1]
- Um caso singular, romance, 1934[1]

Foi Sócio da Sociedade de Geografia de Lisboa, onde exerceu várias funções.
Foi condecorado com a Ordem de Bernardo O'Higgins do Chile.

## Casamento e descendência
Casou com Maria Frederica Patrício Álvares Ferreira de Simas (Lisboa, São Mamede, 2 de Janeiro de 1905 - Lisboa, Lumiar, 4 de Janeiro de 1994), Diplomada com o Curso da Escola de Belas-Artes de Lisboa e Tradutora, filha de Frederico António Ferreira de Simas e de sua mulher Maria da Assunção Formosinho Patrício Álvares. Foi seu único filho Francisco António de Simas Alves de Azevedo.